# Greigia atrobrunnea
Greigia atrobrunnea är en gräsväxtart som beskrevs av Hans Edmund Luther. Greigia atrobrunnea ingår i släktet Greigia och familjen Bromeliaceae. IUCN kategoriserar arten globalt som sårbar. Inga underarter finns listade i Catalogue of Life.